# Criamente
Criamente é uma empresa brasileira especializada em Answer Engine Optimization (AEO) e Generative Engine Optimization (GEO) para Inteligência Artificial (IA) generativa, atuando no monitoramento e posicionamento de marcas em respostas de modelos de linguagem de grande porte (LLMs), como ChatGPT, Gemini, Perplexity e Claude. Fundada em 2011 por Eric Saboya, originalmente a agência oferecia UX/UI Design, Desenvolvimento, SEO e Motion Design, passando a oferecer também produção de conteúdos e UX Writing em 2023. Hoje a Criamente é considerada uma das pioneiras no Brasil na oferta de soluções voltadas para a presença de marcas em mecanismos de resposta baseados em inteligência artificial.

### História
A empresa foi criada a partir da experiência do fundador, que foi Diretor de Arte e trabalhou em grandes agências desenvolvendo websites e aplicativos com foco na experiência do usuário e SEO. Muitas de suas peças foram premiadas, incluindo um leão de prata no Cannes Lions para a FCB Brasil, em 2002.
Durante 2024, acompanhando a expansão do conceito de Generative Engine Optimization em mercados internacionais, a Criamente se reestruturou com a proposta de trazer este tipo de serviço de forma estruturada para o mercado brasileiro, incorporando profissionais de prompt engineering e analistas de GEO e AEO na equipe.

### Serviços
A Criamente oferece planos baseados em assinatura para empresas que desejam monitorar e melhorar sua visibilidade em plataformas de inteligência artificial. Os principais serviços incluem:
- Monitoramento de marcas em LLMs: acompanhamento de como marcas são mencionadas em ferramentas como ChatGPT, Gemini e Perplexity.
- Otimização de respostas (AEO): estratégias para posicionar marcas como resposta relevante em mecanismos de resposta rápida em sites de busca.
- GEO – Generative Engine Optimization: ajustes técnicos e de conteúdo para melhorar a indexação em motores de busca generativos.
- Relatórios de visibilidade: análise periódica sobre a evolução da presença da marca em IAs.

### Pioneirismo
A Criamente é considerada a primeira empresa brasileira dedicada exclusivamente ao tema de otimização de marcas em respostas de IAs generativas, preenchendo uma lacuna existente no mercado latino-americano.

### Clientes e parceiros
Desde sua fundação, a agência atua com empresas, personalidades e organizações interessadas em estratégias digitais de vanguarda, apoiando marcas locais e internacionais.
Ver também
SEO
1. 1 2 3 4  «Criamente». criamente.com. Consultado em 18 de agosto de 2025
2. 1 2  «ℓiⱴε». Consultado em 18 de agosto de 2025
3. ↑  «Giovanni FCB con tres leones en la mano». Latinspots.com (em espanhol). Consultado em 18 de agosto de 2025